# Conglomerati (Zanzotto)
Conglomerati è l'ultima raccolta poetica pubblicata in vita di Andrea Zanzotto, uscita nel 2009 per Mondadori nella collana Lo Specchio.
Molti dei temi toccati nei testi di Conglomerati trovano conferma e approfondimento in alcune interviste coeve a Zanzotto, particolarmente in Eterna riabilitazione da un trauma di cui s'ignora la natura (a cura di L. Barile e G. Bompiani, Roma, Nottetempo, 2007) e In questo progresso scorsoio. Conversazione con Marzio Breda (Milano, Garzanti, 2009).

## Titolo
Il titolo del libro ha numerose implicazioni: per il termine «conglomerati» Guglielma Giuliodori, nel suo Su Zanzotto, parlava di «ambiti diversi», esemplificandoli principalmente in «geologia», «edilizia» e urbanistica, «linguistica», tutti ambiti che si raggruppano nell'immagine dell'«aggregazione eterogenea».
Da un punto di vista più strettamente testuale, l'origine della scelta di questo titolo va ricercata nella prima sezione del libro, Addio a Ligonàs, dove i tre testi intitolati Crode del Pedrè (due versioni) e Giardino di crode disperse si possono considerare eponimi. Quelli della prima sezione sono anche ambiti di inquietudini paesaggistiche e climatiche, per cui Paolo Steffan nel suo Un «giardino di crode disperse» annota che – in Conglomerati – «sarà sempre uno sfondo buio e puntuto a permeare le sensazioni, a colmare gli orizzonti, che poi sono "sfondamenti di orizzonti" (in (1) Addio a Ligonàs)»: infatti, «dopo essersi fatto procedimento poetico, tema, forma stessa della poesia zanzottiana, il "conglomerato" si fa influsso dominante di tutta una stagione letteraria e destino di un mondo in pericolo di morte per desertificazione».
Di particolare interesse sono i disegni (un piccolo camion, montagne, colline e graffiti in Greco antico) apposti sia come titolo che come integrazione del testo: nello specifico si fa riferimento alle liriche Silenzio dei mercatini 2 e Geometrico avvenimento, in cui il poeta appone un disegno che ritroveremo anche sul retro del libro edito da Mondadori.  Risulta inoltre interessante la reinterpretazione di poesie di grandi autori del passato come Leopardi e Palazzeschi (A Silvia e Rio fu).

## Struttura
La raccolta si suddivide in sette sezioni principali: 
1. Addio a Ligonàs (con una sottosezione: ***)
2. Tempo di roghi (con due sottosezioni: Fu Margherà (?) e ***)
3. Il cortile di Farrò e la paleocanonica (con due sottosezioni: Lacustri e Euganei)
4. Fiammelle qua e là per i prati
5. Isola dei morti - sublimerie (con tre sottosezioni: ***, *** e Succo di melograno)
6. Versi casalinghi (con una sottosezione: ***)
7. Disperse